# Mwinilunga
Mwinilunga  este un oraș  în  Provincia de Nord-Vest, Zambia, situat pe râul West Lunga, nu departe de granițele cu Angola și Republica Democrată Congo.